# Phú Tâm
Phú Tâm là một xã thuộc thành phố Cần Thơ, Việt Nam.

## Địa lý
Xã Phú Tâm có vị trí địa lý:
- Phía đông giáp xã Nhơn Mỹ
- Phía tây giáp xã Hồ Đắc Kiện
- Phía nam giáp xã Thuận Hòa
- Phía bắc giáp xã Đại Hải và xã Kế Sách.

Xã Phú Tâm có diện tích 48,88 km², dân số năm 2024 là 33.318 người, mật độ dân số đạt 681 người/km².

## Lịch sử
Sau năm 1975, xã Phú Tâm thuộc huyện Châu Thành, tỉnh Sóc Trăng.
Ngày 20 tháng 9 năm 1975, Bộ Chính trị ban hành Nghị quyết số 245-NQ/TW về việc hợp nhất tỉnh Cần Thơ (ngoại trừ huyện Thốt Nốt), tỉnh Sóc Trăng, tỉnh Trà Vinh, tỉnh Vĩnh Long thành một tỉnh, tên gọi tỉnh mới cùng với nơi đặt tỉnh lỵ sẽ do địa phương đề nghị lên.
Ngày 20 tháng 12 năm 1975, Bộ Chính trị ban hành Nghị quyết số 19/NQ về việc hợp nhất tỉnh Cần Thơ (bao gồm cả huyện Thốt Nốt của tỉnh Long Xuyên), tỉnh Sóc Trăng thành một tỉnh mới, tên gọi tỉnh mới cùng với nơi đặt tỉnh lỵ sẽ do địa phương đề nghị lên.
Ngày 24 tháng 2 năm 1976, Chính phủ Cách mạng lâm thời Cộng hòa miền Nam Việt Nam ban hành Nghị định số 3/NQ/1976 về việc hợp nhất tỉnh Cần Thơ, tỉnh Sóc Trăng và thành phố Cần Thơ thành một tỉnh mới, lấy tên là tỉnh Hậu Giang.
Ngày 23 tháng 12 năm 1988, Hội đồng Bộ trưởng ban hành Quyết định số 197-HĐBT về việc thành lập xã Phú Tân thuộc huyện Mỹ Tú trên cơ sở 2.618,92 ha diện tích tự nhiên và 12.282 nhân khẩu của xã Phú Tâm.
Sau khi phân vạch địa giới hành chính, xã Phú Tâm có 3.843,42 ha diện tích tự nhiên và 14.314 nhân khẩu.
Ngày 26 tháng 12 năm 1991, Quốc hội ban hành Nghị quyết về việc chia tỉnh Hậu Giang thành tỉnh Cần Thơ và tỉnh Sóc Trăng.
Ngày 26 tháng 11 năm 2003, Quốc hội ban hành Nghị quyết số 22/2003/QH11 về việc chia tỉnh Cần Thơ thành thành phố Cần Thơ trực thuộc trung ương và tỉnh Hậu Giang.
Ngày 24 tháng 9 năm 2008, Chính phủ ban hành Nghị định số 02/NĐ-CP về việc:
- Thành lập thị trấn Châu Thành thuộc huyện Mỹ Tú trên cơ sở điều chỉnh 603,80 ha diện tích tự nhiên, 6.984 người của xã Thuận Hòa và 165 ha diện tích tự nhiên, 1.608 người của xã Hồ Đắc Kiện.
- Thành lập huyện Châu Thành thuộc tỉnh Sóc Trăng.
- Chuyển thị trấn Châu Thành và xã Phú Tâm thuộc huyện Mỹ Tú về huyện Châu Thành mới thành lập quản lý.
- Thị trấn Châu Thành là thị trấn huyện lỵ của huyện Châu Thành.

Thị trấn Châu Thành có 768,80 ha diện tích tự nhiên và 8.522 người.
Ngày 9 tháng 3 năm 2015, UBND tỉnh Sóc Trăng ban hành Quyết định số 532/QĐ-UBND về việc công nhận trung tâm xã Phú Tâm là đô thị loại V.
Tính đến ngày 31/12/2024:
- Thị trấn Châu Thành có 4 ấp: Trà Quýt, Trà Quýt A, Xây Cáp, Xây Đá.
- Xã Phú Tâm có 10 ấp: Giồng Cát, Phú Bình, Phú Hòa A, Phú Hòa B, Phú Hữu, Phú Thành A, Phú Thành B, Sóc Tháo, Thọ Hòa Đông A, Thọ Hòa Đông B.

Ngày 16 tháng 6 năm 2025, Ủy ban Thường vụ Quốc hội ban hành Nghị quyết số 1668/NQ-UBTVQH15 về việc sắp xếp các đơn vị hành chính cấp xã của thành phố Cần Thơ năm 2025 (nghị quyết có hiệu lực từ ngày 16 tháng 6 năm 2025). Theo đó, sáp nhập toàn bộ 7,88 km² diện tích tự nhiên, quy mô dân số là 11.544 người của thị trấn Châu Thành vào toàn bộ 41,00 km² diện tích tự nhiên, quy mô dân số là 21.774 người của xã Phú Tâm thuộc huyện Châu Thành, tỉnh Sóc Trăng.
Xã Phú Tâm có 48,88 km² diện tích tự nhiên và quy mô dân số là 33.318 người.

## Văn hóa
- Chùa Phnoroka
- Bánh Pía Vũng Thơm

## Giao thông
Xã có tuyến đường tỉnh 932 chạy qua, kết nối xã với Phú Tân với thành phố Sóc Trăng. Về đường thủy, xã có có kênh 30/4, kênh 20 và kênh Phú Nổ, cùng nhiều hệ thống kênh rạch thông thương, thuận tiện giao lưu hàng hóa với bên ngoài để phát triển kinh tế.